# Barbus atromaculatus
Barbus atromaculatus е вид лъчеперка от семейство Шаранови (Cyprinidae). Видът не е застрашен от изчезване.

## Разпространение
Разпространен е в Демократична република Конго и Централноафриканска република.

## Описание
На дължина достигат до 6,8 cm.